# Tir als Jocs Olímpics d'estiu de 1912 - Pistola lliure, 50 metres per equips
La competició de pistola lliure, 50 metres per equips va ser una de les divuit proves de programa de Tir dels Jocs Olímpics d'Estocolm de 1912. Es disputà el 2 de juliol de 1912 i hi van prendre part 20 tiradors procedents de 5 nacions.

## Medallistes
| Or                                                                | Plata                                                                  | Bronze                                                                      |
| Estats UnitsJohn Dietz · Peter Dolfen · Alfred Lane · Henry Sears | SuèciaErik Boström · Eric Carlberg · Vilhelm Carlberg · Georg de Laval | Regne UnitHugh Durant · Albert Kempster · Horatio Poulter · Charles Stewart |

## Resultats
| Pos. | Equip                    | Puntuació Ind. | Puntuació equip |
| ---- | ------------------------ | -------------- | --------------- |
| 1    | Estats Units             | Estats Units   | 1.916           |
| 1    | Alfred Lane              | 509            | 1.916           |
| 1    | Henry Sears              | 474            | 1.916           |
| 1    | Peter Dolfen             | 467            | 1.916           |
| 1    | John Dietz               | 466            | 1.916           |
| 2    | Suècia                   | Suècia         | 1.849           |
| 2    | Georg de Laval           | 475            | 1.849           |
| 2    | Eric Carlberg            | 472            | 1.849           |
| 2    | Vilhelm Carlberg         | 459            | 1.849           |
| 2    | Erik Boström             | 443            | 1.849           |
| 3    | Regne Unit               | Regne Unit     | 1.804           |
| 3    | Horatio Poulter          | 461            | 1.804           |
| 3    | Hugh Durant              | 456            | 1.804           |
| 3    | Albert Kempster          | 452            | 1.804           |
| 3    | Charles Stewart          | 435            | 1.804           |
| 4    | Rússia                   | Rússia         | 1.801           |
| 4    | Nikolai Panin-Kolomenkin | 469            | 1.801           |
| 4    | Grigori Shesterikov      | 469            | 1.801           |
| 4    | Pavel Voyloshnikov       | 447            | 1.801           |
| 4    | Nikolai Melnitsky        | 437            | 1.801           |
| 5    | Grècia                   | Grècia         | 1.731           |
| 5    | Frangiskos Mavrommatis   | 454            | 1.731           |
| 5    | Ioannis Theofilakis      | 442            | 1.731           |
| 5    | Konstantinos Skarlatos   | 429            | 1.731           |
| 5    | Alexandros Theofilakis   | 406            | 1.731           |